# Kim Mạt Đế
Kim Mạt Đế (chữ Hán: 金末帝; ?-1234), tên thật là Hoàn Nhan Thừa Lân (完顏承麟), là hoàng đế thứ 10 và là vị vua cuối cùng của nhà Kim trong lịch sử Trung Quốc. Ông ở ngôi vua nhà Kim ngày 9 tháng 2 năm 1234. Với thời gian làm vua chưa đầy 1 ngày, ông là hoàng đế ở ngôi ngắn nhất trong lịch sử Trung Quốc.

## Thân thế
Hoàn Nhan Thừa Lân là người trong hoàng tộc nhà Kim, hậu duệ của Kim Thái Tổ Hoàn Nhan A Cốt Đả.

## Tướng thời suy loạn
Hoàn Nhan Thừa Lân có tài võ nghệ, được bổ nhiệm làm võ tướng nhà Kim. Nhờ có tài, dũng cảm thiện chiến, ông được Kim Ai Tông (Hoàn Nhan Thủ Tự) trọng dụng.
Nước Kim bị người Mông Cổ nổi lên đánh từ phương Bắc trong nhiều năm và ngày càng bị đẩy về phía nam. Năm 1232, quân Mông Cổ nam tiến đánh Biện Kinh – kinh thành mới của nước Kim. Lúc đó nhà Kim đã suy yếu. Kim Ai Tông liệu thế không chống nổi, giao cho Vương Thủ Thuần giữ Biện Kinh, còn mình mang hoàng tộc bỏ chạy. Hoàn Nhan Thừa Lân nhận nhiệm vụ bảo vệ Kim Ai Tông cùng hoàng gia rời Biện Kinh đến Quy Đức.
Tướng Mông Cổ là Tốc Bất Đài đánh hạ Biện Kinh giết chết Vương Thủ Thuần. Kim Ai Tông sợ hãi, thấy Quy Đức không yên ổn bèn hạ lệnh chạy về Thái Châu. Hoàn Nhan Thừa Lân lại lĩnh nhiệm vụ đưa vua Kim và toàn bộ hoàng tộc chạy từ Quy Đức đến Thái Châu được an toàn.
Thái Châu là vùng đất nằm sát địa giới nhà Nam Tống. Hoàn Nhan Thừa Lân kiến nghị Kim Ai Tông tổ chức phòng thủ để chống quân Mông Cổ. Lúc đó tình hình nhà Kim rất thiếu nhân sự, nguyên soái Hoàn Nhan Hợp Đạt và tướng Hoàn Nhan Nô Thân đã tử trận, tướng Bồ Sát Quan Nô thì phản Kim theo Mông rồi bị giết. Kim Ai Tông bèn bổ nhiệm Hoàn Nhan Thừa Lân làm Phòng thủ phó soái phía đông.
Nước Kim bị dồn vào đường cùng, Kim Ai Tông sai sứ sang Hàng châu, kinh đô nhà Nam Tống đề nghị liên minh chống Mông, nhưng Tống Lý Tông cự tuyệt, còn sai tướng Mạnh Hồng mang 2 vạn quân và 30 vạn thạch lương giúp Mông Cổ đánh Kim.

## Nhận ngôi và tử trận
Tháng 12 năm 1233, quân Mông Cổ tiến đến vây hãm Thái Châu. Kim Ai Tông bèn phong Hoàn Nhan Thừa Lân làm Phòng thủ soái phía đông, giao toàn bộ trọng trách giữ thành cho ông.
Quân Mông Cổ rất mạnh, liên tiếp công phá thành từ phía tây. Phía nam, quân Tống cũng áp sát. Nhà Kim rất nguy ngập, Ai Tông lo sợ, quyết định nhường ngôi cho Hoàn Nhan Thừa Lân.
Ngày 8 tháng 2 năm 1234, Kim Ai Tông tập hợp toàn bộ văn võ bá quan trong triều, tuyên bố nhường ngôi cho nguyên soái Hoàn Nhan Thừa Lân. Hoàn Nhan Thừa Lân không muốn nhận trọng trách trong lúc nguy cấp, nên một mực từ chối. Kim Ai Tông bèn nói với ông:
Trẫm truyền ngôi vị cho khanh vì trẫm thân thể to béo, không tiện cưỡi ngựa. Khanh nhanh nhẹn, lại có tài, cơ may đột phá được vòng vây, cứu đất nước thoát khỏi nguy khốn
Hoàn Nhan Thừa Lân nghe vậy không có cách nào khác đành phải đồng ý lên ngôi.
Hôm sau, ngày 9 tháng 2 năm 1234, Kim Ai Tông tổ chức nghi lễ truyền ngôi. Hoàn Nhan Thừa Lân chính thức nhận ngôi vua, đổi niên hiệu từ Thiên Hưng của Ai Tông sang niên hiệu mới là Thịnh Xương (盛昌). Ông trở thành vị vua thứ 10 nhà Kim trong hoàn cảnh ngặt nghèo, tức là Kim Mạt Đế, tôn Kim Ai Tông làm thái thượng hoàng.
Kim Mạt Đế vừa lên ngôi nửa ngày thì liên quân Mông – Tống áp sát thành Thái Châu. Ông vội dẫn các tướng sĩ ra nghênh địch.
Quân Tống ào ào tiến lên từ phía nam. Quân Kim hoảng loạn, nhiều người bỏ trốn. Kim Mạt Đế không chống nổi liên quân hai nước, phải rút quân về bảo vệ tử thành (thành trong).
Thượng hoàng Ai Tông thấy đại cục đã hỏng không thể cứu vãn được bèn lui vào hậu trường thắt cổ tự vẫn. Kim Mạt Đế nghe tin thượng hoàng qua đời, vội dẫn hoàng tộc cùng các quan tới chỗ thi hài Ai Tông và tổ chức an táng.
Trong khi lễ an táng chưa thực hiện xong thì quân địch bên ngoài đã tràn vào thành nội. Lớp thành cuối cùng bị phá vỡ. Kim Mạt Đế bèn dẫn tướng sĩ xông ra nghênh địch, nhưng lúc đó quân Tống đã vào thành rất nhiều. Quân Kim bị đánh tan tác, bản thân Kim Mạt Đế không chống nổi quân địch, bị tử trận trong khi xung đột trong thành.
Kim Mạt Đế lên ngôi chưa được 1 ngày thì bị tử trận, là hoàng đế có thời gian ở ngôi ngắn nhất trong lịch sử Trung Quốc. Không rõ khi đó ông bao nhiêu tuổi và được an táng tại đâu.
Thái Châu thất thủ, nhà Kim diệt vong sau 120 năm, tổng cộng có 10 đời vua.